# Suite française (roman)
Vous lisez un « article de qualité » labellisé en 2020.
Pour les articles homonymes, voir Suite française.
Suite française est une suite romanesque inachevée d'Irène Némirovsky (1903-1942). Parue aux Éditions Denoël à la rentrée littéraire 2004, elle lui vaut l'attribution à titre posthume du prix Renaudot et devient un best-seller.
L'idée d'un roman sur la débâcle de juin 1940, l'exode et l'occupation allemande lui est venue dans le village du Morvan où elle s'était réfugiée avec son mari et leurs deux filles, réalisant trop tard que cela ne les protégerait pas du péril nazi. En plus des textes qu'elle essaie de publier malgré les lois antijuives du régime de Vichy, elle imagine cinq tomes pour ce qu'elle considère comme son chef-d'œuvre : à l'été 1942, lorsqu'elle est déportée puis meurt à Auschwitz, suivie de peu par son mari, Tempête en juin et Dolce sont publiables mais Captivité n'existe encore qu'à l'état d'ébauche et les deux derniers volets à l'état de projet.
Près d'un demi-siècle après la disparition de leur mère, Denise Epstein (1929-2013) et Élisabeth Gille (1937-1996) redécouvrent son dernier manuscrit. La minutieuse transcription par Denise des deux premiers tomes aboutit à une publication saluée comme un évènement littéraire et suscitant un regain d'intérêt pour l'œuvre d'Irène Némirovsky en France et à l'étranger. Dans la polémique anglo-saxonne qui s'ensuit autour de son supposé antisémitisme, il sera noté que Suite française n'évoque pas les persécutions contre les Juifs.
Tempête en juin retrace l'exode chaotique de plusieurs individus, couples ou familles issus de milieux sociaux divers et dont les chemins vont se croiser, révélant sur un mode volontiers satirique leurs tares respectives. Dolce raconte trois mois du quotidien d'un village français à l'heure allemande, entre collaboration et velléités de résistance, ainsi que l'amour rapprochant une jeune bourgeoise et un officier de la Wehrmacht.
Tentative assez unique de transcription romanesque à chaud de l'actualité, ce récit réaliste et drôle, parfois violent, offre un tableau sans complaisance de la société française sous l'Occupation. Histoire et politique n'apparaissent toutefois qu'en toile de fond, l'auteure ne s'intéressant qu'à leurs répercussions sur la vie et l'affectivité des personnages. Inspiré de modèles musicaux, Suite française serait en définitive un roman moral — mais non moraliste — où, en l'absence de jugement explicite du narrateur, l'ironie et la critique jaillissent des détails choisis, d'une esthétique du contraste, et de la juxtaposition de points de vue multiples chère à Némirovsky.

## Une publication extraordinaire
Suite française, qu'Irène Némirovsky espérait être son chef-d'œuvre, faillit ne jamais voir le jour : si son élaboration peut être reconstituée grâce au journal de l'écrivain, la chronologie de sa redécouverte demeure un peu floue.

### Circonstances de rédaction
Retirée à Issy-l'Évêque et en marge de textes plus alimentaires, Irène Némirovsky compose Suite française alors qu'elle se sent de plus en plus trahie par son pays d'adoption.

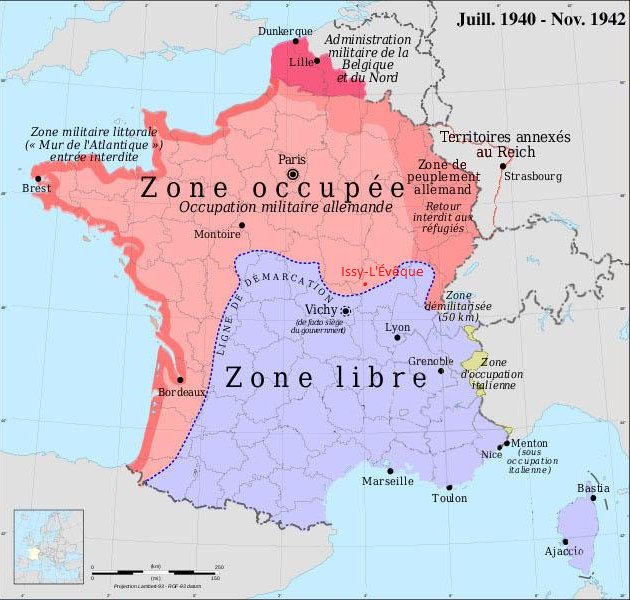
Issy-l'Évêque est en zone occupée tout près de la ligne de démarcation.

Fixés en France depuis longtemps et parents de deux filles nées sur le sol français, Irène et Michel Epstein ont déposé en vain plusieurs demandes de naturalisation. Ils ne peuvent guère s'illusionner sur le poids de leur récent baptême — d'ailleurs plus sincère que stratégique — si l'ouest de l'Europe tombe sous la coupe du Troisième Reich. L'année 1939 voit la romancière interroger son identité juive, évacuer de ses récits les stéréotypes antisémites, sinon maniés au second degré,, et s'inquiéter pour le peuple juif. Tout comme Les Chiens et les Loups, paru en avril 1940, ses écrits intimes traduisent son angoisse croissante de la déportation.
Au début de la drôle de guerre, Denise et Élisabeth sont envoyées chez la mère de leur nourrice dans le bourg d'Issy-l'Évêque, en Saône-et-Loire, aux confins de la Nièvre. À Paris, leurs parents suivent avec anxiété l'invasion de la Finlande puis du Danemark et de la Norvège. Installée à l'Hôtel des Voyageurs lors de ses visites, Irène décide fin mai 1940 d'y rester : la bataille de France est engagée. Michel arrive à la mi-juin, refusant de garder seul le siège parisien de sa banque repliée dans le sud. Le 21, une unité de la Wehrmacht prend ses quartiers dans la commune et au château de Montrifaud.
Bien intégrée au village, la famille Epstein s'accommode tant bien que mal d'un quotidien rustique et voisine avec des soldats allemands jusqu'à ce qu'ils repartent le 28 juin 1941 pour le front de l'est — « Je plains ces pauvres enfants », écrit Irène. Elle et son mari sont bientôt privés de livres comme de mouvements, coupés de leurs amis, de la fratrie de Michel. Néanmoins, oscillant entre abattement et aveuglement, confiante dans le pays qu'elle adore depuis l'enfance comme dans ses relations parisiennes germanophiles, la romancière ne songe pas plus à la Suisse qu'à la zone libre toute proche.
Michel a été radié de sa banque pour abandon de poste dès l'été 1940, puis les premières lois sur le statut des Juifs du régime de Vichy ont réduit sa femme à publier sous pseudonyme, dans des revues, les nouvelles et le roman (Les Biens de ce monde) que lui inspire la vie en zone occupée. Pour négocier ou toucher ses rémunérations, elle doit recourir comme prête-nom à l'ancienne secrétaire de son père, qui les rejoint dans une grande maison avec verger et potager louée fin 1941. Les problèmes d'argent vont s'aggravant : si les éditions Albin Michel poursuivent et même augmentent leurs avances mensuelles à Irène, à défaut de s'engager sur une publication, l'hebdomadaire Gringoire, dernier paradoxalement à l'éditer encore, cesse à partir de février 1942. L'écrivaine de l'« establishment » de droite ignore par ailleurs tout des éditions clandestines comme les Éditions de Minuit.
Dans ce refuge devenu exil où des Juifs russes sont encore plus exposés depuis la rupture du Pacte germano-soviétique, le moral de la romancière s'effrite au gré des décrets allemands et vichystes visant les Juifs. Ses idées comme son tempérament individualiste et mélancolique l'inclinent toutefois moins à la révolte contre l'État français qu'à la prostration ou au fatalisme : « Mon Dieu ! que me fait ce pays ? note-t-elle en marge d'un brouillon en mars 1942. Puisqu'il me rejette, considérons-le froidement, regardons-le perdre son honneur et sa vie. »

### Genèse de l'œuvre
L'effondrement d'un peuple dans la tourmente est le sujet du long roman qu'Irène Némirovsky entreprend selon sa méthode d'écriture habituelle, sans cesser d'être anxieuse pour elle-même et les siens.

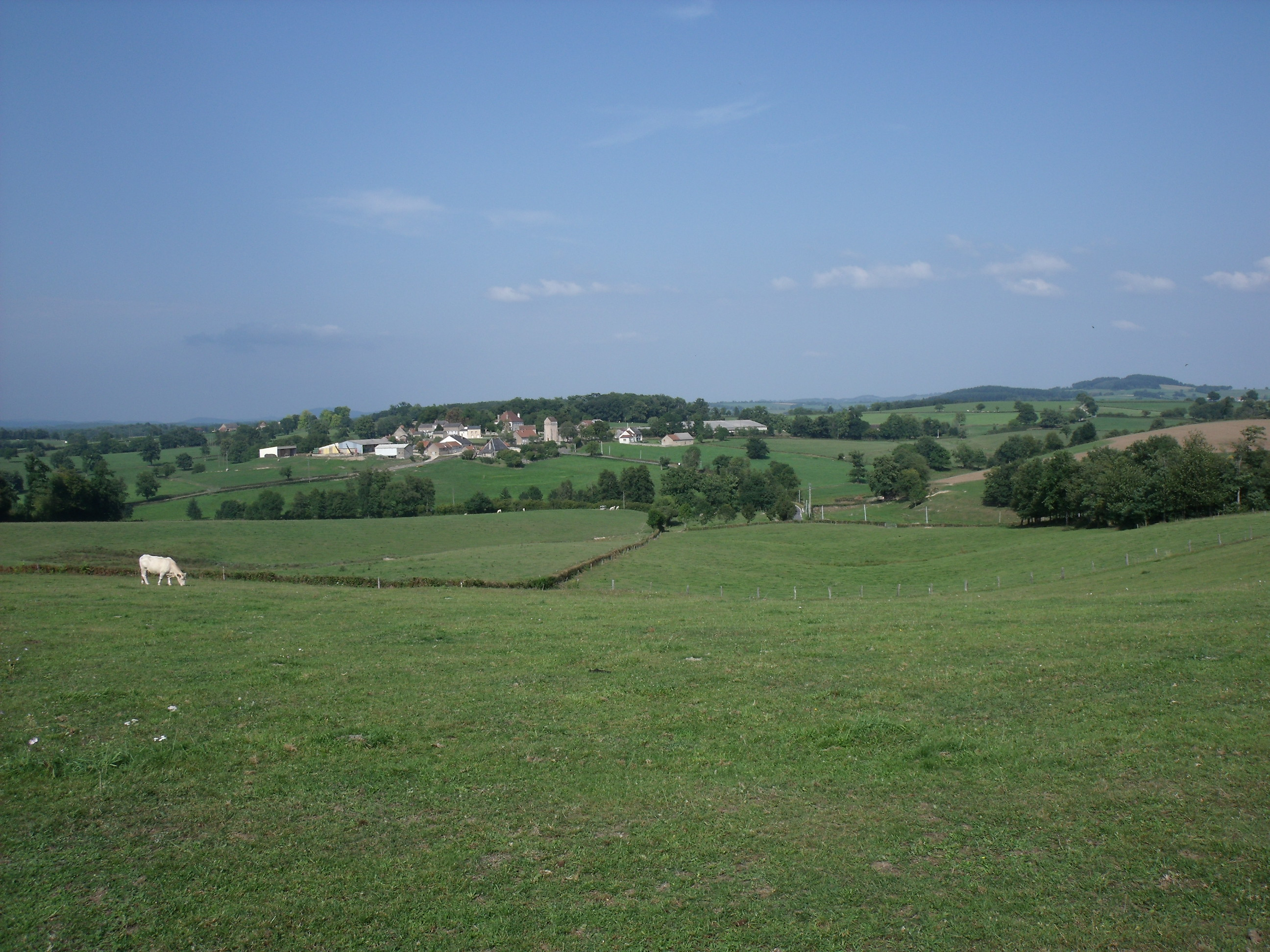
Marly, à 6 km d'Issy-l'Évêque : Irène marche parfois plus loin encore pour écrire au calme dans la campagne.

Depuis longtemps cette admiratrice de Tolstoï rêvait de « faire [s]on petit Guerre et Paix ». En novembre 1940, différant sine die un grand livre sur les Juifs, elle en projette un sur la débâcle de juin et lui cherche déjà un autre titre que celui de Zola : Dies iræ, Naufrage, Panique… Elle prend aussi modèle sur La Mousson de Louis Bromfield, récemment paru et traduit : en Inde britannique, une centaine de personnages variés sont frappés par une catastrophe naturelle qui révèle leurs qualités ou leurs défauts ainsi que la fragilité de l'édifice social.
« Ce qui intéresse Irène n'est pas la cause des guerres mais l'effet des grands événements historiques sur les individus », rappelle l'universitaire Jonathan M. Weiss,. Elle qui n'a pas vécu les bombardements ni la folie des routes sinon à travers Michel ou les journaux veut mêler paysans, bourgeois, officiers, intellectuels, vieillards abandonnés, femmes égoïstes ou prêtes à tout pour leurs enfants, hommes tour à tour vantards, lâches, courageux, sans oublier « la foule » qui souffre, ramenée à des sentiments élémentaires. Seule serait approfondie leur vie quotidienne et affective, dont le roman construit comme un film ferait ressortir le côté « comédie » : gommer, à l'instar de Tolstoï, l'aspect proprement historique au profit des effets de la guerre sur les sentiments et les comportements serait le moyen d'intéresser encore le public du XXIe siècle. Son récit sera ainsi fortement ancré dans l'Histoire, mais sans les repères traditionnels que constituent des dates ou des noms de figures historiques, politiques.
En héritière des réalistes, la romancière suit depuis David Golder une méthode inspirée de Tourgueniev. Elle note ses réflexions sur son projet et ce qu'elle observe ou compile pour son sujet. Elle détaille sur des pages entières tous ses personnages, analysant leurs réactions et conduites en lien avec leur classe sociale et leur situation. Elle se met ensuite à écrire sans plan bien établi, les choses se mettant en place lors d'une deuxième rédaction ; la troisième, tapuscrite, ne corrige plus guère que le style. Entre 1940 et 1942, Michel — toujours son premier lecteur et censeur — s'est chargé de dactylographier plusieurs manuscrits, dont Suite française : c'est « sa version à lui, sa version corrigée », que ses recherches d'effets éloignent parfois de celle d'Irène, écrite en minuscules caractères pour économiser les pages de son gros cahier relié de cuir.

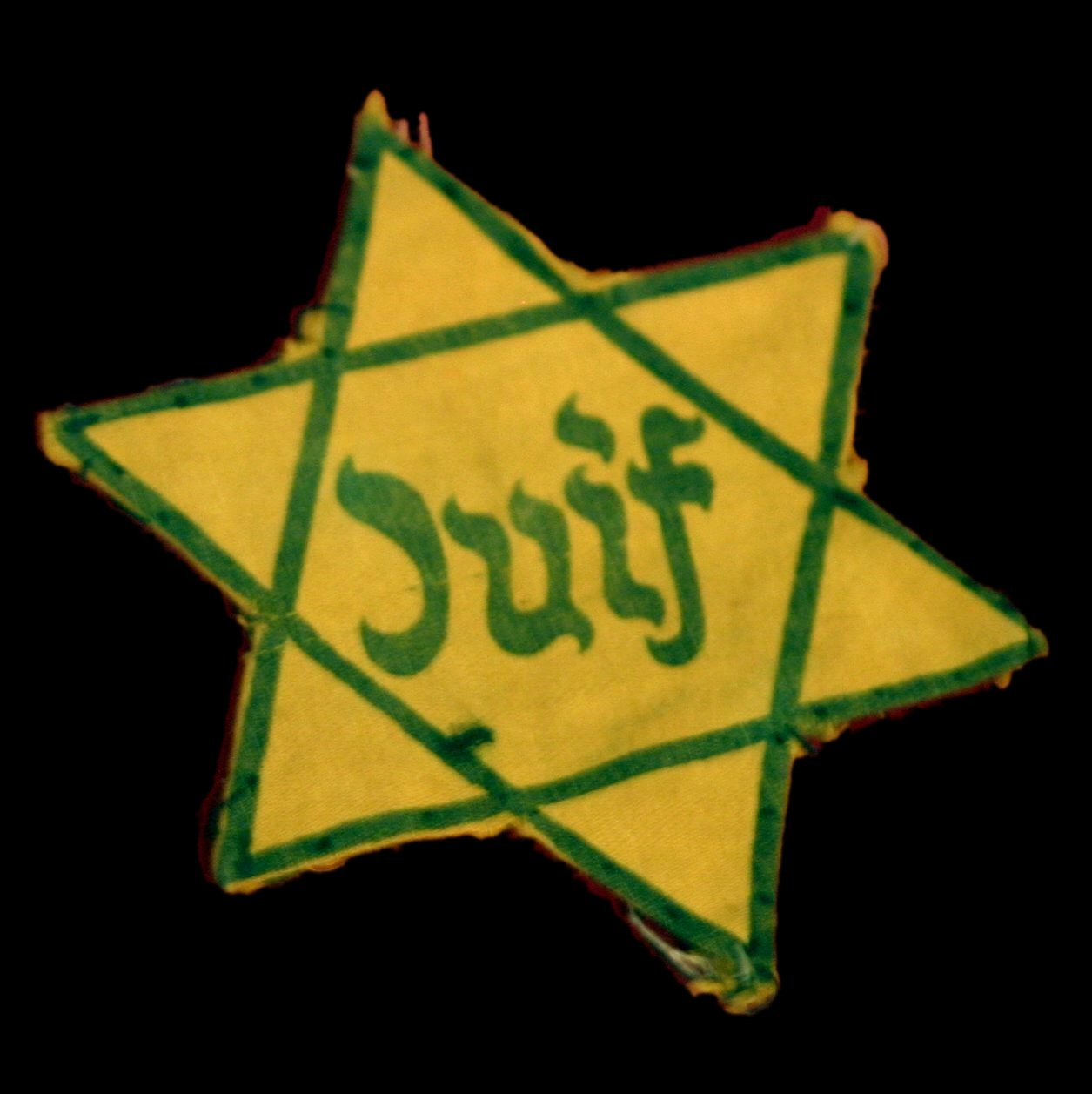
En juin 1942, Irène, Michel et Denise portent l'étoile jaune.

Partie sur l'idée d'une fresque en trois volets, Irène Némirovsky travaille au premier de novembre 1940 à avril 1941. Elle n'est pas encore satisfaite de ce qui est devenu en février Tempête en juin et dont l'action, prévue d'abord pour durer le temps de l'exode, s'achève finalement l'hiver suivant ; mais les pages que Colette — à qui elle a pu être comparée — consacre à cet épisode dans son Journal à rebours la rassurent : « Si c'est tout ce qu'elle a pu tirer de Juin, je suis tranquille. »
Rédigeant en parallèle le bref récit Chaleur du sang, elle reprend son manuscrit en juillet et songe au deuxième tome, rattaché au premier par des liens ténus mais déjà intitulé Dolce : dans un village calqué sur Issy-l'Évêque, il dépeindra la vie des occupants et des occupés du printemps à l'été 1941. Le thème de « la lutte entre le destin individuel et le destin communautaire » orienterait la suite entière, dont Irène ébauche le troisième pan, Captivité ou Servage, à partir de mars 1942. Elle hésite encore sur le titre général : Tempête imposerait de rebaptiser le premier volet . Horace de Carbuccia lui a fait savoir que Gringoire ne le publierait pas, or elle en espérait 50 000 francs, son compte d'auteur chez Albin Michel étant débiteur de 120 000. Dix-sept chapitres sur les vingt-deux de Dolce n'en sont pas moins écrits à la mi-juin, et elle envisage deux parties en plus, peut-être Batailles et La Paix.
Désormais envahie par les prémonitions et le désespoir, Irène Némirovsky a le sentiment que Suite française aurait pu atteindre mille pages et constituer l'œuvre de sa vie. Le 11 juillet 1942, elle confie à son ami André Sabatier : « J'ai beaucoup écrit ces derniers temps. Je suppose que ce seront des œuvres posthumes, mais cela fait toujours passer le temps. » Le 13, elle est arrêtée par la police française et déportée au camp d'extermination d'Auschwitz, où elle décède un mois plus tard. Michel Epstein fera partie en novembre d'un convoi envoyé en totalité à la chambre à gaz dès son arrivée.

### Redécouverte

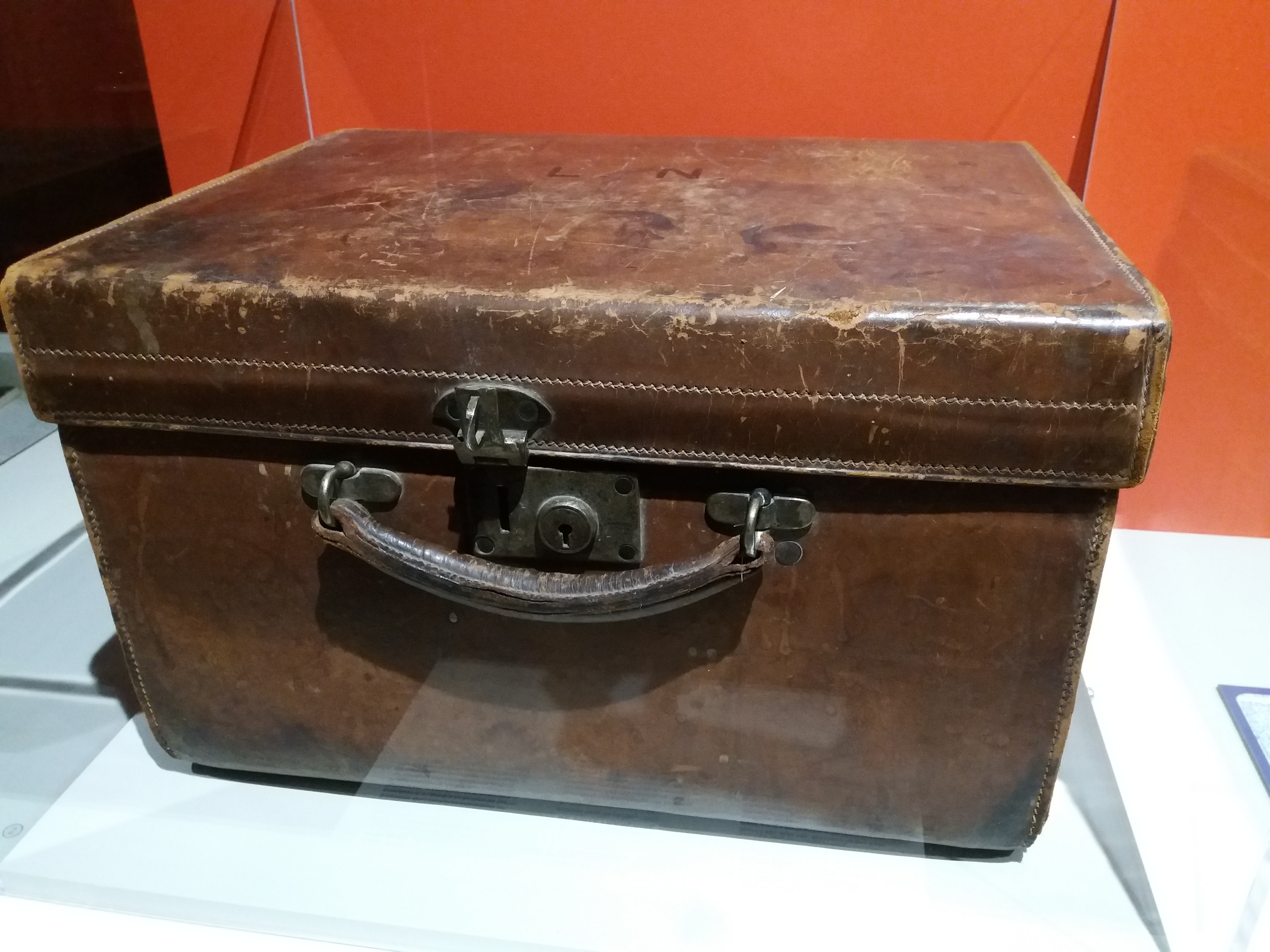
La valise qui contenait le manuscrit de Suite française.

La publication de Suite française « relève à plusieurs titres du miracle », écrit Myriam Anissimov dans la préface de 2004, et se mêle d'un peu de légende.
Tandis que la romancière à succès de l'entre-deux-guerres tombe dans l'oubli après 1945, son dernier cahier gît au fond d'une mallette d'où ont été retirés le linge et les papiers : Denise, à qui son père l'avait confiée, l'a gardée avec elle dans les différents refuges qui ont permis aux deux sœurs d'échapper aux rafles visant les Juifs.
Faisant difficilement le deuil de leurs parents dont elles attendent le retour pendant des années, Denise et Élisabeth tardent à ouvrir ce qu'elles prennent pour le journal intime de leur mère. En 1957, ayant sans doute réalisé qu'il s'agit d'un roman, Denise envoie la version dactylographiée par son père à la journaliste Catherine Valogne, qui la juge « remarquable » mais impubliable. L'universitaire américaine Susan R. Suleiman estime d'ailleurs que ce refus a été salutaire : dans le contexte historique (refoulement des « années Vichy ») et littéraire (Nouveau Roman) de l'après-guerre, critique et public étaient selon elle peu disposés à lire une fiction sur le quotidien durant l'Occupation, dépourvue d'héroïsme et écrite dans un style classique.
Le manuscrit traîne des années chez Denise, qui commence à s'affoler : l'encre « bleu-des-mers-du-sud » si chère à sa mère risque de pâlir et le texte d'être irrémédiablement abîmé. La décision prise avec sa sœur au début des années 1990 de remettre toutes les archives d'Irène à l'Institut mémoires de l'édition contemporaine (IMEC) la pousse à surmonter l'émotion qui l'avait empêchée jusque là de le lire vraiment : « Je ne pouvais laisser partir ce manuscrit sans savoir ce qu'il y avait dedans ».
À l'aide d'une grosse loupe elle déchiffre et dactylographie Tempête en juin, labeur patient et douloureux qui lui réserve de temps en temps la surprise amusée de reconnaître un souvenir ou une personne transposés par sa mère dans la fiction. Un peu plus tard, elle découvre que plusieurs pages vierges lui avaient dissimulé la suite de Tempête et les ébauches suivantes : elle s'attaque donc à Dolce, en définitive achevé. Transcrire Suite française lui aura pris au total deux ans et demi.
Pour autant, les filles d'Irène Némirovsky ont des scrupules à faire éditer un manuscrit qu'elle n'avait pu relire ni amender. Élisabeth Gille prépare en outre un livre sur elle — Le Mirador, « mémoires rêvés » — et ne souhaite pas que les parutions se télescopent : le tapuscrit est donc entreposé à l'IMEC. Des années après, sur l'insistance d'Olivier Corpet, son cofondateur, de Myriam Anissimov et d'Olivier Rubinstein, alors à la tête des éditions Denoël, Denise dont la cadette est morte entre-temps autorise la publication de Suite française, qui sort le 30 septembre 2004,.
« L'histoire de la valise révélant son contenu après de longues années n'est donc pas complètement fausse, conclut Susan Suleiman : elle simplifie juste les choses pour accentuer l'effet dramatique. »
Le 30 septembre 2020 paraît chez Denoël, préfacée par Olivier Philipponnat avec un avant-propos de Nicolas Dauplé (fils de Denise), une seconde version de Suite française ou du moins de sa première partie : remaniée, plus ramassée que la version manuscrite publiée en 2004, elle offre plusieurs épisodes inédits. Cette « version no 2 » de Tempête en juin s'appuie sur le tapuscrit de Michel Epstein annoté par Irène, ce qui semble prouver qu'elle l'avait relue et agréée sinon tenue pour définitive. Sa fille Denise, préférant en 2004 livrer au public la plus longue et la plus ancienne, la plus chère à son cœur, avait par devers elle patiemment recopié les deux textes pour les comparer : ses enfants et son ami Philipponnat voient aussi cette nouvelle édition comme « un hommage au travail inlassable de Denise Epstein ».

## Résumé de l'histoire
Suite française se réduit pour le public aux deux tomes sous lesquels Irène Némirovsky a eu le temps d'apposer le mot « Fin » : quand s'interrompt son journal d'écriture, le 1er juillet 1942, le suivant n'est qu'ébauché et le destin ultime des personnages indéterminé, l'Histoire étant en train de se faire,.

### Tempête en juin
Le récit retrace l'équipée d'une douzaine de personnages qui, pris dans la débâcle militaire et la désorganisation civile, se croisent, se perdent, se retrouvent, rebroussent chemin, arrivent à destination ou meurent.

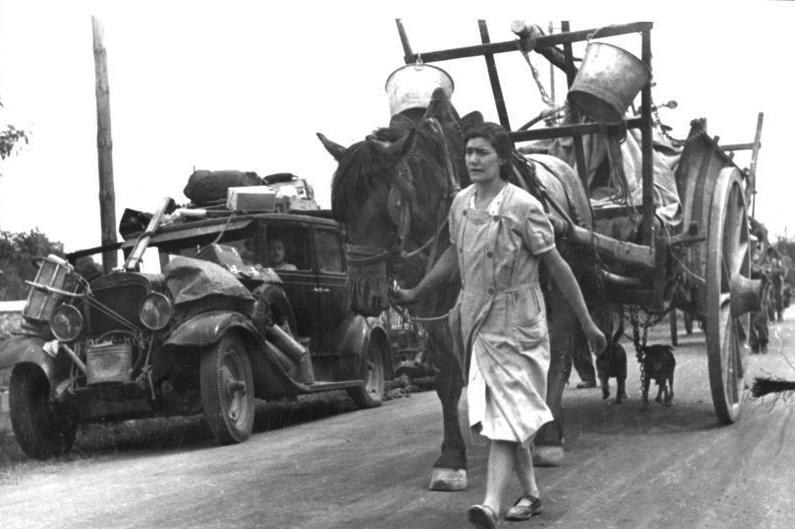
Une route en France en juin 1940.

Paris, juin 1940. Après le bombardement du 3, beaucoup de Parisiens décident de fuir l'arrivée des troupes allemandes. La bourgeoise et catholique famille Péricand compte se réfugier en Bourgogne : le père conservateur de musée étant retenu, son épouse Charlotte prend la tête des deux véhicules où s'entassent son beau-père, quatre de ses enfants, les bagages et quelques domestiques ; le fils aîné, l'abbé Philippe, doit convoyer vers le sud un groupe de pupilles de la Fondation familiale. L'écrivain Gabriel Corte part avec amante, chauffeur et camériste, le rentier collectionneur Charles Langelet avec ses caisses de porcelaines. Maurice et Jeanne Michaud, employés de banque, n'ont pu monter dans la voiture de leur patron Corbin car sa maîtresse Arlette l'encombre avec ses affaires : en l'absence de train ils prennent la route à pied, non sans s'inquiéter pour leur fils Jean-Marie qui est sous les drapeaux.
Après des attaques aériennes, les Michaud et d'autres sont amenés en camion militaire dans une ville où est censé se former un train pour Tours qui ne partira jamais. Faute d'adapter ses exigences aux circonstances, Corte dort dans sa voiture ; il s'en éloigne avec sa femme quand des compagnons d'infortune exaspérés par son arrogance volent leurs provisions. Les Péricand, jusque là hébergés par des parents ou amis, font une halte chez l'habitant : Hubert, le puîné qui rêve d'héroïsme, s'enfuit de nuit et rejoint des soldats en déroute.
Les Corte épuisés errent à pied jusqu'à ce que, dans un élan d'audace, ils traversent sous les balles un pont au bout duquel ils retrouvent leur véhicule et leurs gens. Hubert a assisté à une pitoyable tentative française pour arrêter l'ennemi à Moulins : réfugié dans un village voisin, il y est recueilli puis initié à l'amour par Arlette, qui a fui Tours bombardée en prenant la voiture de Corbin. Langelet, lui, tombé en panne, gagne la confiance d'un jeune couple pour lui voler sa réserve d'essence.
Dans le bourg où dormaient les Péricand, une poudrière explose. Charlotte dans l'affolement oublie son beau-père et fait route vers Nîmes où elle a sa famille, persuadée qu'il va partiellement les déshériter : il meurt alors qu'il allait en effet signer un testament en ce sens. Tandis que Jean-Marie Michaud, blessé, est soigné dans une ferme par Madeleine et Cécile Labarie, deux cousines qui s'éprennent de lui, Philippe poursuit son chemin avec les adolescents, murés dans une hostilité muette. Une nuit où ils bivouaquent dans le parc d'un château, deux d'entre eux fracturent une fenêtre et toute la troupe attaque l'abbé qui veut empêcher le pillage : il finit lapidé, pris dans la vase d'un étang.
À Nîmes, Charlotte faisait dire des messes à l'intention de son fils aîné, de son beau-père et même d'Hubert, quand celui-ci réapparaît, mûri, critique envers les siens. Gabriel Corte retrouve à Vichy la plupart de ses relations mondaines. Revenu à Paris avec ses collections, Langelet meurt renversé par la voiture d'Arlette. Les Michaud, rentrés dans la capitale encore déserte puis licenciés pour n'avoir pas rallié Tours, attendent des nouvelles de leur fils : guéri, il sera bientôt là.

### Dolce
À l'opposé de Tempête en juin, afin de montrer comment est vécue l'Occupation, Dolce se resserre sur un village et même sur trois familles : le vicomte et la vicomtesse de Montmort, Mme Angellier et sa belle-fille Lucile Angellier, riches bourgeoises, et les paysans Labarie.

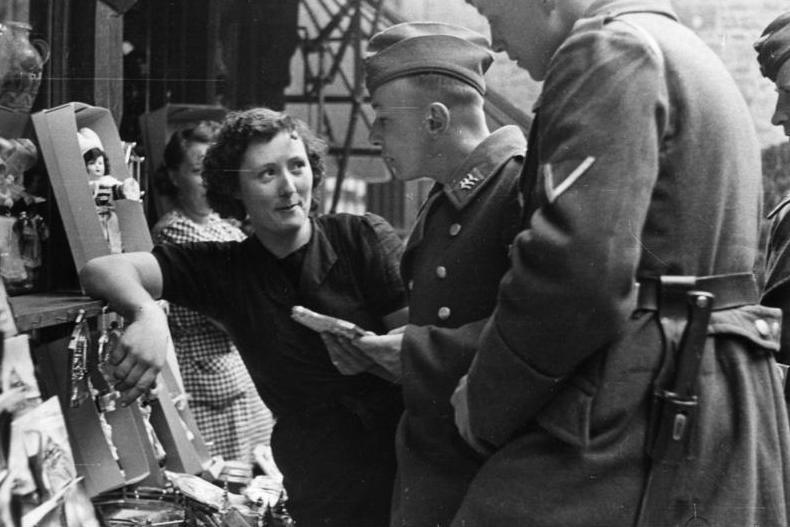
Les villageois du roman balancent entre crainte, méfiance et amabilité (cliché de novembre 1940).

Bussy-la-Croix, Pâques 1941. Pour la troisième fois, la bourgade doit accueillir une unité de la Wehrmacht. L'austère Mme Angellier, dont le fils est prisonnier et qui vit avec sa bru Lucile, refuse tout contact avec le lieutenant logé chez elles, Bruno von Falk. De même, Benoît Labarie voit d'un mauvais œil arriver dans sa ferme l'interprète de la Kommandantur Kurt Bonnet, d'autant qu'il sait que sa femme Madeleine pense toujours à Michaud. En marge des ragots et des tensions sociales, les habitants se font à la présence allemande : le vicomte de Montmort et son épouse, en particulier, oublient leur antigermanisme hérité de la Grande Guerre.
Au fil des semaines, trompant la surveillance de sa belle-mère, Lucile se rapproche de Bruno von Falk, comme elle marié mais partageant sa passion des livres et de la musique. Compositeur dans le civil, il se met de plus en plus souvent au piano pour elle : lors d'une visite qu'ils rendent ensemble à des bourgeoises dont la maison a été pillée durant l'exode, il lui déclare un amour qu'elle repousse vertueusement.
Une nuit, Mme de Montmort surprend Benoît Labarie en train de lui voler du maïs : il la défie en lui révélant qu'il braconne aussi sur ses terres. Le vicomte le dénonce alors aux autorités pour possession interdite d'un fusil. Lors de la perquisition, Benoît abat Kurt Bonnet puis se réfugie dans une autre ferme, et Madeleine supplie Lucile de le cacher. Il passe trois jours dans le grenier avant que la vieille Mme Angellier, qui l'a découvert, ne le dissimule dans sa chambre.
En partance pour le Front de l'Est, les Allemands ont prévu le 21 juin une grande fête dans le parc du château. Au cours d'une promenade au crépuscule, Bruno von Falk enlace Lucile avec fureur mais ne veut pas forcer sa résistance. Après la fête que les villageois ont contemplée de loin et sur la suggestion de sa belle-mère, la jeune femme se fait délivrer une autorisation de circuler et un bon d'essence : ils lui permettront de conduire Benoît à Paris, chez les Michaud qu'elles avaient abrités un an auparavant. Bruno et Lucile se font des adieux émus. Le régiment disparaît à l'horizon.

### Esquisse de la suite
Encore informes, les notes relatives à Captivité dévoilent la nébuleuse des pistes qu'Irène Némirovsky a creusées ou abandonnées.
Ajoutant d'autres personnages aux protagonistes précédents, elle veut faire se rencontrer au service d'une « grande cause », le salut de la France, Jean-Marie Michaud devenu gaulliste, Benoît Labarie plutôt communiste et Hubert Péricand en « Jeune du Maréchal ». Benoît réfugié à Paris serait fusillé par la Gestapo, Hubert et Jean-Marie, que souderait une amitié virile, déportés : le premier refuserait de faire intervenir sa famille collaborationniste tandis que le second s'évaderait et retrouverait peut-être Lucile Angellier pour un happy end sentimental, Bruno von Falk étant mort sur le front russe. Avant cela, Jean-Marie pourrait vivre avec Madeleine Labarie, à moins que celle-ci n'ait une passion pour un Allemand, sa cousine Cécile s'enrichissant quant à elle dans le marché noir. La banque Corbin prospérerait grâce aux accointances d'Arlette avec l'occupant, et l'opportuniste Corte oscillerait entre Révolution nationale et Résistance de façade.
Si la romancière ne veut pas d'une composition donnant l'impression de chaos de Tempête en juin, son projet reste de montrer la banalité dans les circonstances extraordinaires et de mettre en question l'héroïsme comme l'idée de communauté. « Ce qu'il y a de bien dans Guerre et Paix, note-t-elle, c'est qu'au milieu de tous ces bouleversements inouïs, les gens poursuivent leur vie plus ou moins ordinaire et ne pensent en somme, surtout, qu'à survivre, aimer, bouffer, etc. D'ailleurs tout ceci est une question d'accent. C'est sur la vie personnelle « égoïste » qu'il faut mettre l'accent. »
Batailles et La Paix, encore dans les limbes, auraient pour thèmes une revanche qui ne rimerait pas avec vengeance et le triomphe des élans individuels sur « l'esprit de la ruche ». Pour Irène Némirovsky, à l'été 1942, la paix sera britannique, soviétique ou nazie : l'issue de la guerre l'aurait sans doute amenée à reconsidérer toute sa Suite française.

## Analyse de l'œuvre
La préface de 2004 présente Suite française comme « une œuvre violente, une fresque extraordinairement lucide, une photo prise sur le vif de la France et des Français » pendant une période sombre de leur histoire : l'examen du roman révèle sa complexité structurelle, sa verve satirique et sa vision plutôt pessimiste du corps social.

### Personnages: un microcosme
À l'instar de Balzac, Némirovsky place toujours « des figures contemporaines dans des situations contemporaines, tout en forçant le trait pour mettre en évidence le type ». L'exode et l'occupation lui permettent d'observer au sens quasi chimique les réactions d'un échantillon représentatif de la société : les comportements individuels deviennent dès lors emblématiques d'une classe sociale.

#### La classe dominante
À l'exception des fils Péricand et des dames Angellier, les couches supérieures de la société offrent un « festival de lâcheté, d'hypocrisie et d'égoïsme » assorti d'un profond mépris pour le peuple.

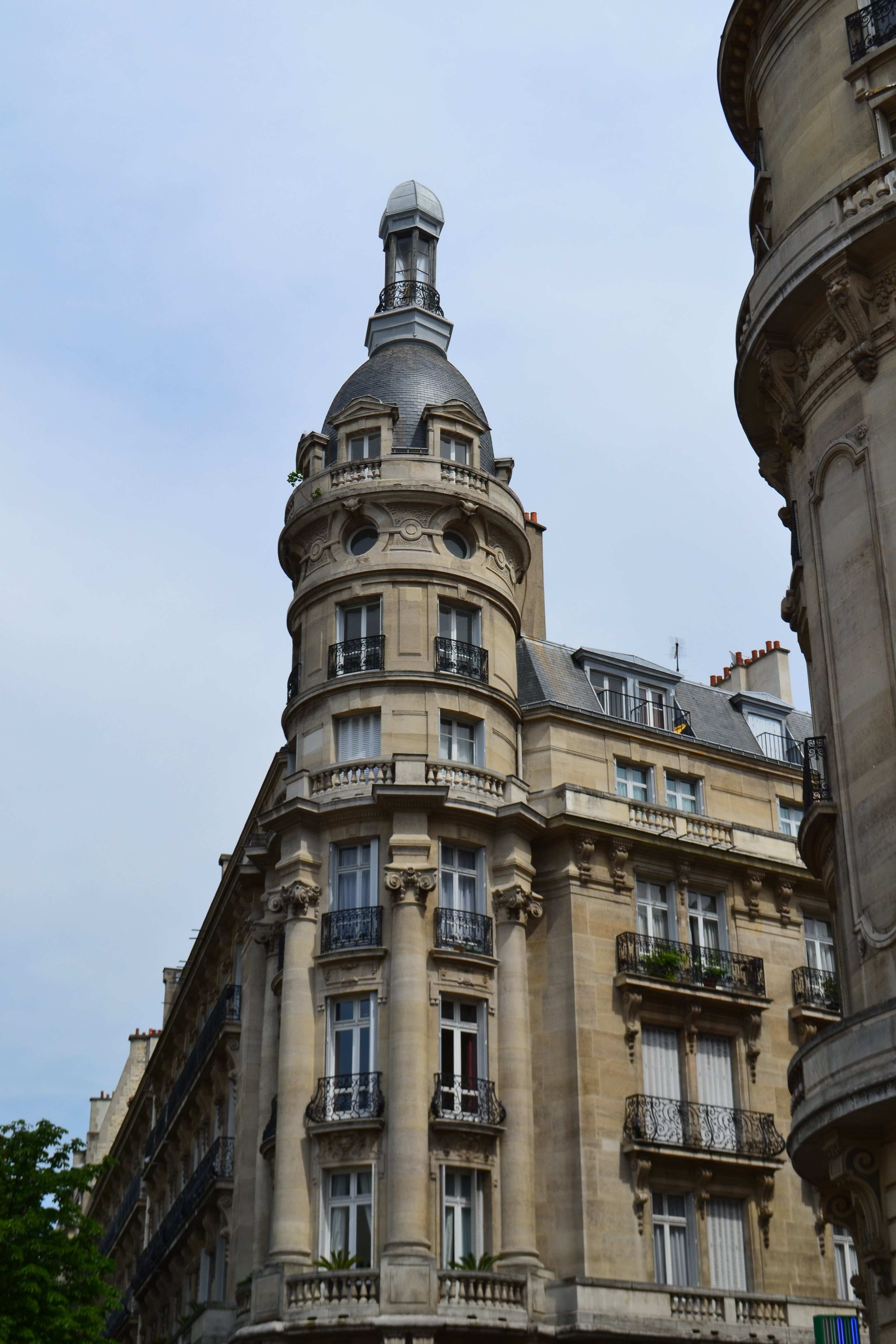
Les Péricand habitent dans le 16e, boulevard Delessert.

S'inspirant de relations parisiennes, la romancière veut faire des Péricand un archétype de la grande bourgeoisie catholique bien-pensante : résidence cossue, origines lyonnaises d'une fortune à laquelle on ne cesse de penser sans le dire, progéniture nombreuse, paternalisme, œuvre philanthropique dont le nom (« Les Petits Repentis du 16e ») trahit l'imposture, etc.. Charlotte Péricand, pilier de la tribu, en incarne le pharisaïsme : parangon des vertus maternelles et chrétiennes, elle prône la charité tant qu'elle n'a pas peur de manquer, regrette que son fils prêtre ait fait choix d'une paroisse obscure, et semble moins affectée par son décès que fière d'offrir ainsi, en plus de ses propres peines, un martyr à l'Église.
Jugeant trop « mélo », voire indigne, l'exécution d'un Philippe Péricand christique par les « enfants des ténèbres » qu'il a été tenté d'abandonner, l'écrivaine a aussi envisagé en 1941 de le faire mourir au front, comme son parrain et ami l'abbé Bréchard dont il a le dynamisme,. Les efforts du curé pour insuffler à ses jeunes un esprit scout sont risibles, sa frénésie à vouloir les délivrer du mal et les doutes de sa conscience scrupuleuse peuvent être des facettes du péché d'orgueil : son engagement sacerdotal n'en est pas moins sincère. Seul son frère Hubert, revenu de ses naïvetés adolescentes et sachant désormais « ce que signifie[ai]nt les mots : danger, courage, peur, amour », le comprend et prie pour lui du fond du cœur. Le regard impitoyable d'Hubert sur les siens serait celui de sa créatrice.

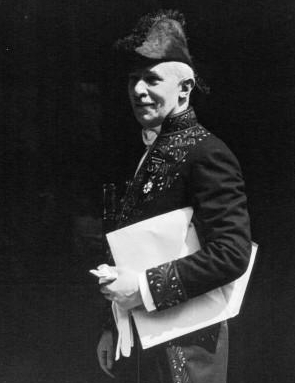
Corte pourrait être le reflet de l'académicien André Chaumeix (ici en 1931).

Fiers de leur noblesse, les Montmort rejoignent les parents Péricand pour ce qui est d'incarner la tartufferie. Le vicomte, assez effacé, dissimule qu'il est au mieux avec l'occupant et son épouse, dame patronnesse « confite en pétainisme », se scandalise d'un braconnage sur son domaine mais force la main aux villageoises pour des colis aux prisonniers : surmontant avec peine la répulsion qu'elles lui inspirent, elle n'en voue pas moins à Dieu, en toute bonne conscience, ses soucis du jour.
Némirovsky n'a pas creusé le personnage de « salaud » qu'elle projetait à partir du patron de son mari : la lettre signifiant à Michaud son congé sans indemnités pour abandon de poste ressemble à celle que Michel Epstein avait reçue, mais les banquiers Corbin et Furières n'ont dans l'histoire pas plus de relief que de scrupules. Renonçant aussi à mettre en scène un homme politique, elle mêle à la foule un intellectuel de l'« establishment » prétentieux et affecté. Gabriel Corte ressasse son dégoût pour la « populace » et, sauf quand il sauve sa compagne en pleine bataille, se signale par sa lâcheté : avant tout opportuniste et jouisseur, il renie en paroles cet état d'esprit en arrivant à Vichy. Tout aussi arrogant, l'esthète Charles Langelet obsédé par ses objets précieux symboliserait d'après les brouillons un « parti libéral » devenu hitlérien, et sa mort la fin de la bourgeoisie libérale,.
La vieille Mme Angellier, « personnification de l'invincible bourgeoisie provinciale », propriétaire terrienne aussi implacable avec un officier allemand qu'avec ses fermiers, fait penser aux héros du Silence de la mer de Vercors, paru en février 1942. Mais Némirovsky n'a sans doute pas pu le lire et surtout veut décrire, non prôner, des comportements : elle donne une relative épaisseur psychologique à ce personnage (amour du fils, haine de la bru, humanité finale) et l'oppose à celui de sa belle-fille Lucile, que son appétit de vivre et les infidélités de son mari rendent sensible au charme de l'ennemi qu'elles hébergent. Selon ses biographes, la romancière a mis beaucoup d'elle-même dans cette jeune femme étrangère aux passions politiques mais déplorant qu'il faille toujours « vivre, penser, aimer avec les autres, en fonction d'un État, d'un pays, d'un parti ». Lucile a une fierté et une vision de la liberté individuelle qui la rapprochent d'Hélène Karol, double d'Irène dans son roman autobiographique Le Vin de solitude.

#### Les gens modestes
Globalement là encore, les personnages humbles sont ceux qui, à défaut d'héroïsme, se tirent de l'épreuve avec le plus d'humanité.
« Dans ce tableau affligeant, seul un couple modeste, dont le fils a été blessé dans les premiers combats, garde sa dignité », fait remarquer Myriam Anissimov. Secrétaire et comptable à la banque Corbin, Jeanne et Maurice Michaud représentent la petite bourgeoisie. Très unis — « Quel bonheur de ne pas nous séparer », chuchote Jeanne quand Corbin parle de les prendre dans sa voiture —, ils se soutiennent mutuellement sans se désolidariser de leurs semblables, et affrontent les difficultés, lui avec une philosophie toute stoïcienne, elle avec un pragmatisme et un humour qui n'éliminent pas ses angoisses de mère. « Tous deux forment le « middle-aged couple » qu'Irène Némirovsky a placé dans la clarté parce qu'au lieu d'emporter un manuscrit, des pièces de musée, des bijoux ou du linge de maison, ils ne pensent qu'à leur Jean-Marie. »

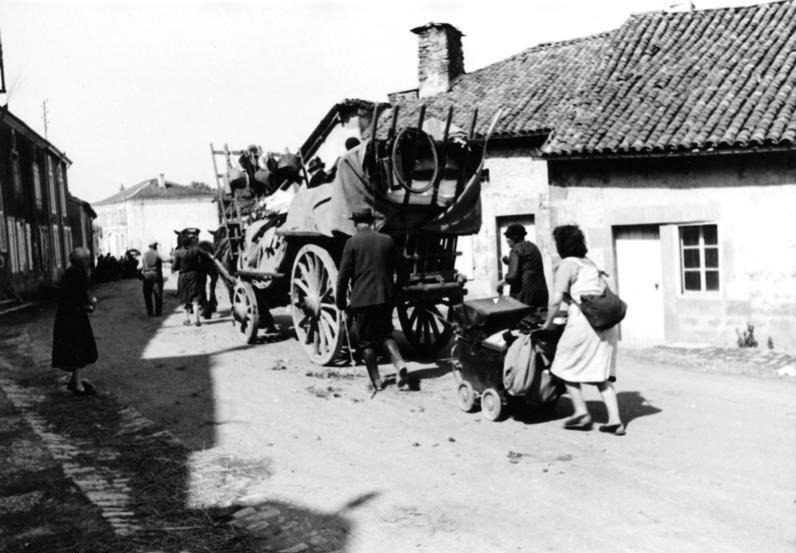
Des Français en fuite tels qu'Irène en a vu à Issy-l'Évêque (mai 1940).

Jean-Marie Michaud aurait donné sa mesure par la suite : pour l'heure c'est un jeune homme simple et droit, un fils aimant inquiet pour ses parents. Qu'il soit parisien et étudiant n'impressionne guère les cousines qui le soignent amoureusement. Pour ces deux personnages féminins, au-delà de la fermière morvandelle qui a pu les lui inspirer, la romancière rend à travers ses choix onomastiques un double hommage à la nourrice de ses filles : Cécile Mitaine, épouse Michaud, donne son nom aux figures les plus positives du roman et son prénom à la fille de la maison Labarie. Sa cousine orpheline se prénomme Madeleine en souvenir de l'amie de vingt ans avec qui Irène renoue un lien épistolaire.
Bien que Michaud réponde presque à ses sentiments, Madeleine épouse comme promis son cousin Benoît Labarie, évadé d'un stalag. Celui-ci se retrouve à incarner dans le bourg l'esprit de résistance, bien qu'il ait tué par jalousie et non par patriotisme l'interprète allemand tournant autour de sa femme,. Symétriquement, les jeunes filles de Bussy rient aux compliments des soldats allemands, et la couturière explique à Lucile qu'elle partage avec l'un d'eux une passion qui n'a que faire des deux guerres.
Vus par les bourgeois qui les croisent en route, ouvriers et salariés anonymes ne sont guère idéalisés : avec les domestiques des Péricand ou des Corte, ils figurent en quelque sorte le prolétariat. « On a donc, en raccourci et en coupe, sinon la société tout entière, du moins une sélection significative » dont l'attitude varie face au cataclysme.

#### Les Allemands
Comme à contre-emploi par rapport aux attentes des habitants, les soldats allemands se comportent à Bussy de façon plutôt convenable,.

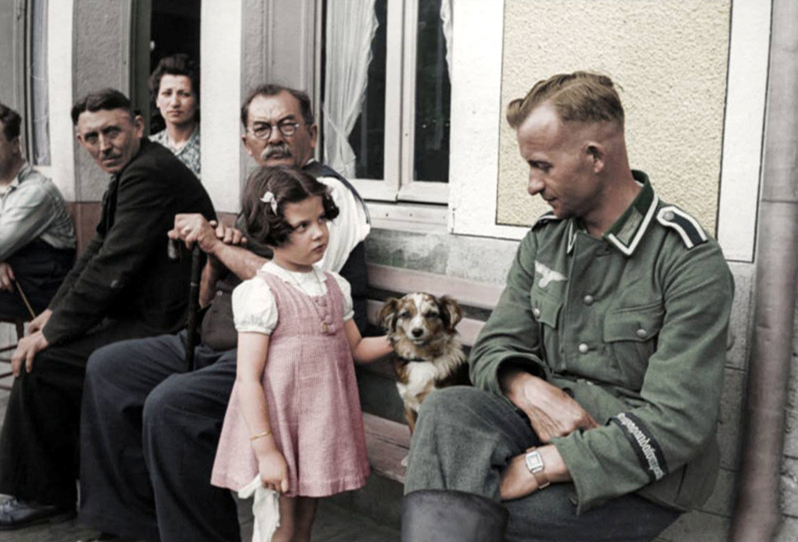
Un soldat de la Wehrmacht dans une famille française (juin 1940).

Outre que c'est nécessaire à sa critique du nationalisme, cela correspond à ce que vit Irène Némirovsky à Issy-l'Évêque. Les soldats de la Wehrmacht installés à l'Hôtel des Voyageurs sont de très jeunes gens qui n'ont pas fait la Première Guerre mondiale et n'ont pas eu réellement à se battre : ils s'occupent à fendre du bois, jouer au billard, boire de la bière, ou à faire sauter sur leurs genoux Élisabeth âgée de quatre ans. Peut-être en partie par calcul, Michel Epstein, qui parle couramment allemand et fait l'interprète au village, sympathise avec trois sous-officiers, au point d'échanger avec eux ou leur famille après leur envoi sur le front russe. La fête qu'organisent les Allemands du roman la veille de leur départ est d'ailleurs calquée sur celle qu'avaient donnée ceux d'Issy-l'Évêque le 21 juin 1941 pour célébrer l'anniversaire de leur installation.
Si les soldats n'ont dans l'ensemble rien de spécialement nazi, certains passages du récit rappellent malgré tout la dureté de l'Occupation : peine de mort à ceux qui aideraient un « ennemi de l'Allemagne », cruauté du personnage de Kurt Bonnet. L'interprète logé chez les Labarie semble avoir eu son modèle dans la réalité : son physique parfait lui donne un air presque inquiétant tandis que son nom français l'auréole d'une sorte de bonhommie trompeuse. Pour le lieutenant Bruno von Falk, musicien cultivé, plein d'esprit et d'une irréprochable correction, peut-être Irène, empruntant ou non à des modèles existants, s'est-elle souvenu du nom d'Henri Falk, scénariste du film adapté en 1931 de son roman Le Bal. Toujours est-il que l'aristocrate allemand, s'il n'oublie pas le devoir d'obéissance aveugle du soldat, n'est « pas nazi pour un sou ».

### Composition
Dans ses carnets, Irène Némirovsky se réfère au cinéma et plus encore à la musique quand elle se préoccupe du rythme de sa suite romanesque.

#### Des séquences contrastées
La cinéphile qu'est Némirovsky exploite une fois encore une structure en séquences simultanées, ici particulièrement tranchées.
Suite française se découpe en courts chapitres numérotés correspondant à des changements de lieu et de personnages. Car, note la romancière dans La Vie de Tchekhov qu'elle rédige en même temps, « lorsque, dans une nouvelle ou un roman, on met en relief un héros ou un fait, on appauvrit l'histoire ; la complexité, la beauté, la profondeur de la réalité dépendent de ces liens nombreux qui vont d'un homme à un autre, d'une existence à une autre existence, d'une joie à une douleur ». Cette narration simultanée, non linéaire, éprouvée par Zola dans La Débâcle et permettant de présenter un événement sous différents angles, a peut-être été directement empruntée aux Hommes de bonne volonté de Jules Romains (chapitres Verdun ou Prélude à Verdun) pour Tempête en juin, et à Invasion 14 de Maxence Van der Meersch pour Dolce.

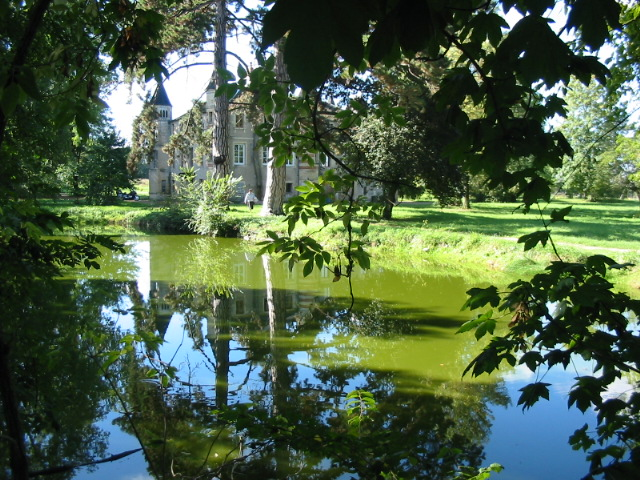
Tempête en juin, chap. 25, p. 220-223 : la calme soirée au bord de l'étang redonne espoir à l'abbé Péricand ; une heure après il est massacré par les sauvageons.

Sans compter les catastrophes inattendues dont Némirovsky a le secret et qui, évacuant brutalement certains personnages (Philippe, Langelet), brisent un équilibre illusoire, les ruptures d'un chapitre à l'autre ou en leur sein même créent entre les êtres et les situations des contrastes violents, des parallèles suggestifs voire cocasses : ainsi entre les irritations égocentriques de Corte et l'errance angoissée des Michaud, Jean-Marie dorloté par des paysannes et Philippe battu à mort par ses orphelins, ou Arlette qui invite Hubert à l'amour et le chat des Péricand qui fugue à l'appel de la nature. Passant en souplesse d'un registre littéraire à un autre, la romancière garde aussi à l'esprit l'image d'une vague dont le flux et le reflux correspondraient à l'exaltation et au découragement des personnages.
Elle cultive les contrastes à tous les niveaux, avec pour commencer les péripéties qui se détachent de la toile de fond unifiant l'ensemble. Dans Tempête en juin alternent des moments de calme et d'hystérie, des passages centrés sur les individus et des pages où est mise en scène la foule. Ce premier tome suit dans le désordre les membres d'une nation éclatée, le second montre un groupe confronté à un intrus : le parcours labyrinthique des uns dans Tempête s'oppose à l'immobilisme des autres dans le lieu clos de Dolce. Le décalage est par ailleurs constant entre la gravité de la situation collective et les mesquineries individuelles, entre les discours et les actes quand les consciences sont mises à l'épreuve. La nature enfin, dans sa splendeur printanière intacte, demeure étrangère au cataclysme comme aux passions des hommes.

#### Le modèle musical
Bien au-delà du titre et de certaines scènes, la conception même de Suite française emprunte au domaine musical.
Interviewée en 1935, Irène Némirovsky déclarait comme sa future héroïne Lucile ne pas être musicienne. Elle venait pourtant d'écrire Le Vin de solitude en songeant à la Symphonie en ré mineur de César Franck : ce type d'architecture riche et ouverte lui paraissait propre à moduler les sentiments et dérouler une vie humaine. Cinq ans plus tard elle entend donner à son grand roman la forme d'une suite ou d'une symphonie et emploie le mot « mouvements » dans le sens cinétique et musical. Elle recopie d'ailleurs une phrase d'un essai sur le roman où E. M. Forster compare Guerre et Paix à une symphonie achevée derrière son apparent désordre.
« Elle prend pour modèle la Cinquième Symphonie de Beethoven », affirme Myriam Anissimov : de fait, outre Richard Wagner ou Richard Strauss, Némirovsky cite dans ses carnets la Missa Solemnis, la sonate « Hammerklavier » ou telle des Variations Diabelli. Mais elle lit un ouvrage sur Jean-Sébastien Bach et sa suite romanesque en quatre ou cinq mouvements, inspirée peut-être aussi des Suites pour violoncelle, tire finalement son titre des Suites françaises.

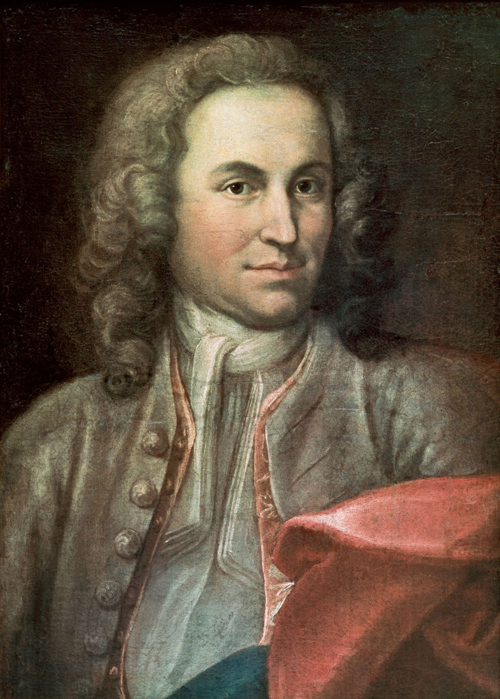
Jean-Sébastien Bach vers 1715, quelques années avant de composer les Suites françaises.

Chaque livre débute par une ouverture nerveuse (l'alerte pour Tempête en juin, l'entrée des Allemands pour Dolce) et s'achève sur un final apaisé (sort de chacun après l'exode, départ du régiment). « Tempête » et « Dolce » renvoient à des tempos comme à des modalités d'exécution, « vif » puis « doux » : ils amorcent une alternance, Captivité devant marquer le retour du tumulte. La romancière souhaite qu'à défaut de comporter toutes les nuances telles que presto, prestissimo, adagio, andante, con amore, chaque tome introduise une variété et des contrastes sans perdre de vue sa cohérence tonale : par rapport au rythme chaotique du premier, le tempo d'andante du second donne l'impression qu'en gros les jours s'écoulent tranquillement.
Construction, cadence, harmonie, Némirovsky veille à la dimension musicale du récit : pour le sujet, l'art du contrepoint semble définir au mieux ce qu'elle veut tisser de misères singulières sur fond de malheur collectif,. Elle compare aussi ses personnages aux soli instrumentaux d'une symphonie, les scènes de foule à des chœurs, et les entremêle de façon à faire entendre la lutte entre destin général et sentiments personnels : « Si Irène Némirovsky donne à son ultime roman, une fois encore, l'apparence d'une œuvre musicale, le modèle n'est plus tant celui de la symphonie cyclique [comme pour Le Vin de solitude] que celui de la symphonie concertante où les solistes, tout en s'inscrivant dans l'orchestre, n'en jouent pas moins leur propre partition. » Or ceci rejoint l'idéal qu'exprime le romancier Gabriel Corte lorsqu'il évoque Proust et TolstoÏ : « Un roman doit ressembler à une rue pleine d'inconnus où passent deux ou trois êtres, pas davantage, que l'on connaît à fond. ».

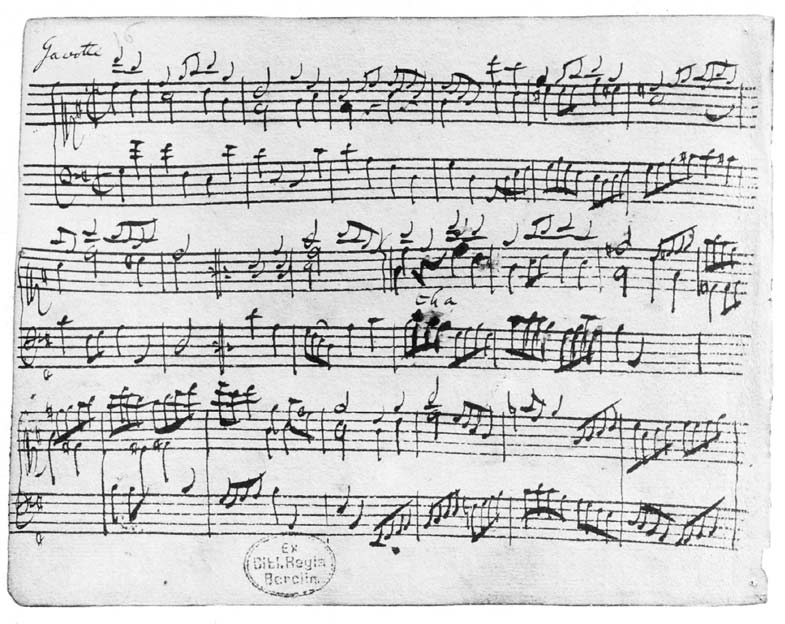
Manuscrit de la Gavotte de la 5e suite française en sol majeur de Bach (1722).

Au milieu de Dolce, Bruno von Falk joue au piano une de ses compositions pour orchestre racontant comment un soldat est arraché à l'insouciance par la guerre et meurt sur le champ de bataille. Némirovsky pourrait en avoir puisé les motifs et les termes dont il les commente pour Lucile dans une analyse de la cantate Gott ist mein König ainsi que dans L'Histoire du soldat de Charles Ferdinand Ramuz mise en musique par Igor Stravinsky. Quoi qu'il en soit, elle projetait de terminer son cycle romanesque sur l'audition de cette musique après la guerre. Histoire d'un individu tragiquement sacrifié au groupe, l'œuvre de Falk peut dès lors apparaître comme une mise en abyme du roman Suite française et de la conception qu'en a Némirovsky : au-delà du parallèle entre composition romanesque et musicale, cette certitude qu'« allemands, français, juifs, les hommes n'ont qu'un ennemi mortel, l'Histoire qui les broie ». À la limite, « ne pourrait-on imaginer que tout le roman soit la transposition ou l'équivalent littéraire de la composition de Bruno, dont le titre serait Suite française » ? Toujours est-il que les amoureux contrariés aimeraient croire à l'utopie de « la musique élevant les hommes au-dessus de la mêlée ».

### Narration et registres
Le dialogisme habituel chez Némirovsky joue un rôle quasi structurant dans Suite française et génère selon Yves Baudelle ce que Mikhaïl Bakhtine définissait comme le « style humoristique ».

#### Polyphonie
La grande pluralité discursive de Suite française va de pair avec la multifocalisation que la romancière a toujours privilégiée.
« Chaque personnage se détache de l'ensemble en faisant entendre une musique particulière, sa « voix » propre liée à sa façon de s'exprimer et à sa vision du monde » : la caractérisation des personnages passe en effet par leurs paroles, qu'elles soient saisies intérieurement ou rapportées au discours direct. Certains dialogues font ainsi entendre en contrepoint l'expression châtiée de la vicomtesse de Montmort et le parler populaire des paysannes du village, ou le langage stylé des domestiques s'adressant à leurs maîtres et leur façon de parler naturelle.
Persuadée que tout doit être saisi du point de vue des personnages, Némirovsky appelait « méthode indirecte » sa façon de filtrer l'événement à travers leur conscience et de laisser leurs paroles ou les pensées de leur milieu se fondre dans le discours du narrateur. Ce dialogisme passe en particulier par la narration en focalisation interne, surabondante ici. La plupart des événements sont racontés dans Suite française par le biais des perceptions d'un ou plusieurs personnages, l'exemple extrême étant la scène où Bruno se déclare à Lucile qui le refuse : les gestes et propos de « l'Allemand » et de « la dame » sont esquissés à travers ce qu'en voit, en entend et en comprend une fillette présente dans le jardin et dont ce sera la seule apparition,.
Pour plonger le lecteur dans la conscience des personnages, la romancière utilise, au-delà du monologue intérieur, la forme du discours indirect libre qui lui a déjà, note-t-elle en marge du brouillon de Dolce, rendu de grands services. Ayant d'abord utilisé de manière intuitive cette technique perfectionnée avant elle par Flaubert ou Henry James, elle l'a ensuite systématisée, sans hésiter à introduire dans ses récits l'ambiguïté énonciative qui lui est inhérente : cela permet de ne pas porter de jugement sur les faits ni les personnages, ou plutôt d'en laisser à ceux-ci la responsabilité.
Suite française ménage enfin une place exceptionnelle aux discours collectifs, prises de position, rumeurs, idées toutes faites : ainsi au début de Tempête en juin puis de Dolce s'enchevêtrent des voix anonymes, celles des Parisiens puis des habitants de Bussy attendant les Allemands : selon Baudelle, cette « stylisation de l'opinion publique » complète les propos idéologiques tenus par tel ou tel (Péricand, Corte, Montmort) de manière à réfracter les mentalités et l'atmosphère sociale de toute une époque dans « une vaste stéréophonie » — qui est aussi dans Tempête, à l'image d'un pays éclaté, une cacophonie,.
La débâcle est donc vue à travers de multiples personnages, l'épreuve vécue comme catastrophe personnelle évacuant toute perspective politique. Son point de vue narratif multiple et changeant, à la fois interne et omniscient, permet en définitive à Némirovsky d'exhiber le décalage qu'il y a entre l'événement historique et sa perception subjective par l'individu.

#### Drôlerie du récit
Cet aspect souvent négligé est pourtant essentiel, car Suite française abonde en scènes et figures cocasses relevant tantôt du comique pur et simple, tantôt de l'ironie et de la satire.

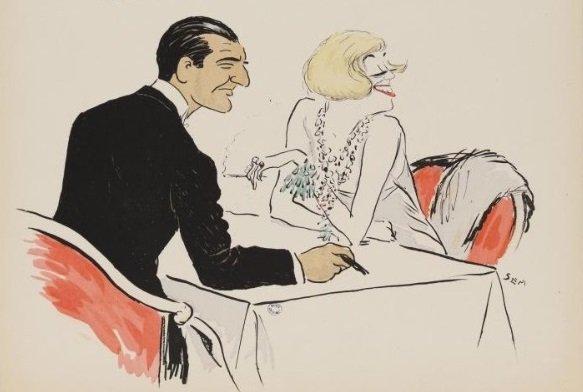
Les Corte sont soulagés de retrouver leur train de vie à Vichy (dessin sans date de Sem, qu'appréciait Némirovsky).

Irène Némirovsky traite comme des personnages de comédie non seulement les protagonistes — Corte, Langelet, Mmes Péricand et Montmort, Mme Angellier « qui semble tout droit sortie d'un roman de Fielding, », ou encore Florence Corte et Arlette Corail inquiètes de ne pouvoir s'approvisionner en cosmétiques — mais aussi les figurants : un professeur de lycée argue de ses palmes académiques pour réclamer une chambre dans un hôtel complet, les dames Perrin demandent aux Allemands la restitution entre autres d'une assiette à bouillie et d'un râtelier. Cette galerie de portraits moqueurs manifeste l'art de la caricature que la romancière n'a cessé d'affiner depuis David Golder et qu'elle agrémente ici de notations animalières (le visage porcin d'Adrien Péricand) ou héroï-comiques (Charlotte brandissant comme un drapeau sa carte famille nombreuse, Florence en général d'armée).
Il est impossible de recenser les innombrables scènes où se concentre de façon évidente la vis comica de Némirovsky : descriptions des gens, de leur équipage, quiproquos (le vieux Péricand prenant des religieuses pour sa bru et sa femme morte, des demoiselles s'alarmant de la fugue d'« Albert » sans savoir que c'est un chat), dialogues d'un comique feutré (Corte à l'hôtel de Vichy), sketchs burlesques (M. Péricand pris d'un besoin pressant au moment du départ puis oublié en route, enfant tombant de sa chaise pendant un sermon, bourgeoises de Bussy et officiers de la Wehrmacht rivalisant de politesse autour d'un prêt de linge de maison). L'humour diffus à chaque page se cristallise dans des scènes de comédie enlevées et gagne celles qui pouvaient virer au sentimental : ainsi l'acmé de l'idylle entre Lucile et Bruno vu par la fillette se teinte de puérilité, puis de mélodrame, avant de se clore sur une chute comique, un soldat informant son supérieur que le râtelier a été cassé.
Une sorte d'écho narquois accompagnant les passages au discours indirect libre — lié à l'ironie depuis Stendhal et Flaubert —, le lecteur ne peut guère compatir avec des personnages que la narratrice elle-même, à l'exception peut-être des Michaud, ne semble jamais prendre en pitié. La distorsion entre la gravité du désastre collectif et la futilité ou l'égoïsme des personnages, qui « se dégonflent » dans tous les sens du terme, trahit leur petitesse : c'est ainsi, d'après Angela Kershaw, que le récit articule caricature individuelle, ou comique de caractère, et satire sociale, de la bourgeoisie notamment. Yves Baudelle y distingue pour finir maints traits d'une vision carnavalesque du monde : ambivalence, parodie, démystification, animalisation, grotesque, refus du pathos comme de l'épique, etc..

### Un regard sur le monde
« Ce qui m'intéresse, c'est l'histoire d'un monde face au danger », écrit Irène Némirovsky sans pour autant vouloir faire un roman à thèse.

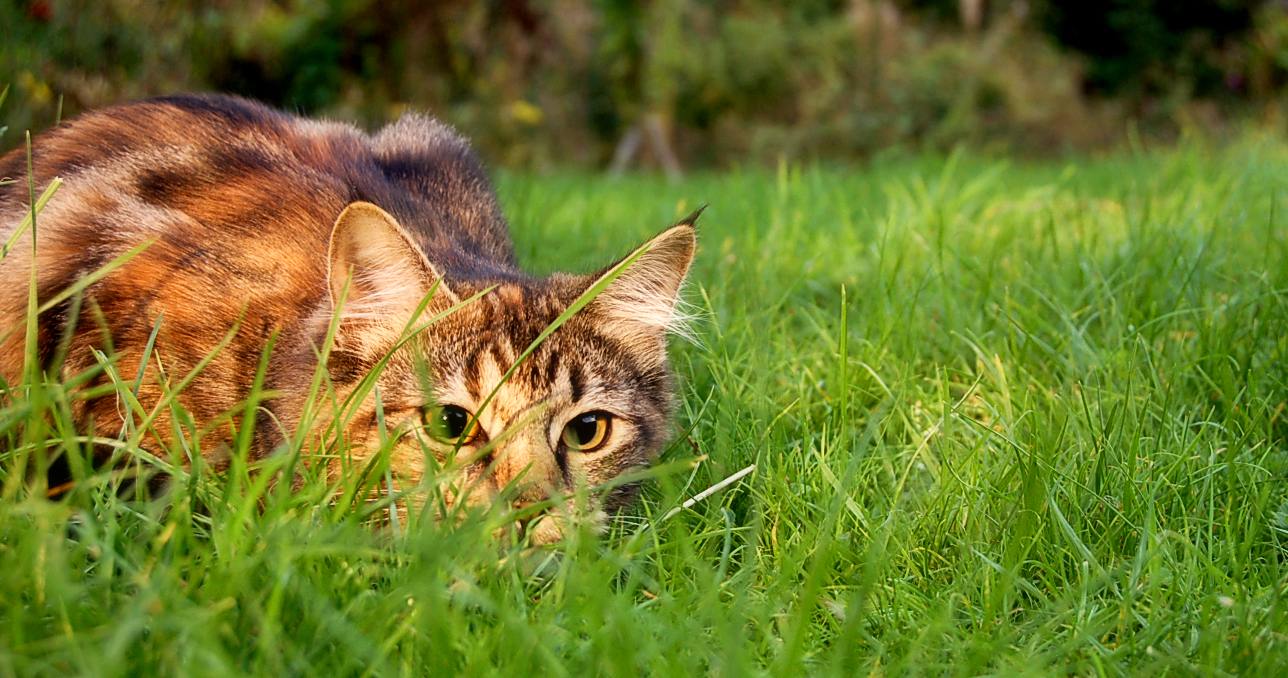
Le chat des Péricand renoue avec la liberté et la vie sauvage.

Dès l'ouverture de Tempête en juin, la romancière accumule les images de cataclysmes : vents violents, flots tumultueux, inondations, troupeaux affolés. Elles se combinent avec celles, récurrentes aussi, du chaos et de la jungle, les personnages étant volontiers — jusque dans Dolce — assimilés de manière plus ou moins explicite à des proies ou à des prédateurs (fauves, loups) et ramenés par la situation à des réflexes primitifs de lutte pour leur survie : « La panique abolissait tout ce qui n'était pas instinct, mouvement animal frémissant de la chair. ». Cet ensauvagement des humains est symbolisé par l'expérience d'Albert, chat d'appartement redécouvrant dans la nuit le goût du sang et l'appétit sexuel. Les Michaud refusent de se comporter en bêtes mais chez la plupart des autres, le vernis de la bonne éducation, des convenances, des valeurs chrétiennes, craque vite sous la pression des événements,. S'il y a une morale dans Tempête en juin, c'est qu'une guerre peut abattre un régime politique mais pas l'ordre social. Tandis que les faiblesses des personnages laissent peu de place à l'héroïsme, leurs rapports révèlent une haine de classe atavique,.
« Lutte entre l'homme et son destin, notait Némirovsky en mai 1940 à propos de son roman Les Biens de ce monde, entre l'individu et la société, si on veut, mais pas au sens de Sorel, [plutôt] entre le désir de l'individu de vivre pour lui-même et le destin qui le pétrit, qui le broie pour ses fins à lui ». Le conflit entre devoir et pulsions amoureuses apparaît au début de Dolce avec la servante d'auberge troublée sans vouloir le montrer par les hommages des jeunes soldats allemands. Pour Lucile et Bruno, la romancière ne veut pas d'une histoire d'amour « Hollywood », et l'héroïne triomphe de son inclination en obéissant malgré elle à sa communauté. « Ce qui les faisait ennemis, ce n'était ni la raison ni le cœur mais ces mouvements obscurs du sang […] sur lesquels ils n'avaient pas de pouvoir » : autrement dit une sorte d'atavisme, censé expliquer aussi bien la subite répulsion de Lucile quand Bruno l'enlace que l'hostilité de sa belle-mère envers celui-ci ou le fait que toutes deux protègent Labarie. La résistance à l'occupant n'est ni une réponse à l'appel du 18 Juin ni une réaction morale aux exactions des conquérants, elle provient juste d'une infranchissable et mystérieuse barrière du sang.

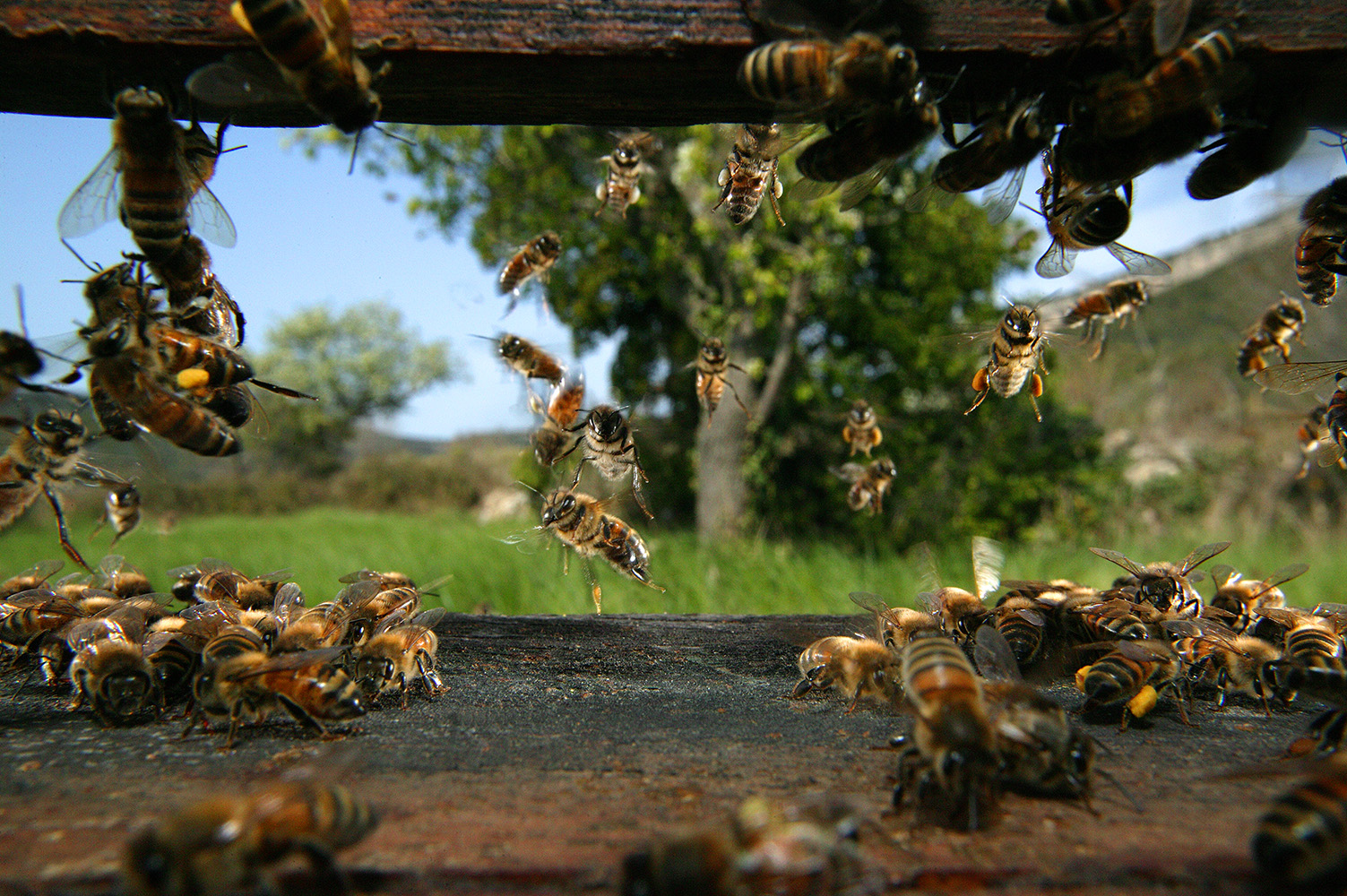
L'esprit de la ruche : pour Falk, cette métaphore signifie que l'individu ne peut s'affranchir du nationalisme.

En définitive, l'esprit communautaire serait à la fois un leurre qui n'entrave pas les égoïsmes et une réalité étouffant certains élans. Némirovsky est la romancière des déchirures de l'âme et de l'ambiguïté des êtres, des situations. C'est pourquoi il serait vain de chercher un message, a fortiori univoque, dans une fiction qui se refuse à unifier les points de vue. La structure prend ici tout son sens : non seulement les discours ainsi nivelés, « réduits au statut d'opinions (forcément contradictoires) », donnent à entendre l'émiettement social, l'effondrement politique, mais il n'y a de surcroît aucun narrateur pour connaître le fond des choses et tirer les leçons de l'histoire. Dans cette œuvre empreinte de dérision qui renvoie dos à dos déshonneur et héroïsme, la figure de l'abbé Péricand servirait tout de même, selon Philippe Berthier, à poser la question de la présence agissante du mal, et à suggérer, en un dialogue furtif avec Dostoïevski et Bernanos, l'inefficacité de la réponse chrétienne.

## Réception de l'œuvre
L'histoire du manuscrit et le destin de son autrice ne sont pas pour rien dans le succès de Suite française : Némirovsky connaît post mortem une célébrité mondiale et son œuvre entière est redécouverte. Or au-delà de ses « romans juifs » sujets à controverse, il est probable que l'existence de la Shoah influence la perception de tous ses textes.

### Succès auprès du public et dans la presse
Suite française, sorti en librairie le 30 septembre, compte parmi les vingt meilleures ventes de l'année 2004 : 200 000 exemplaires sont vendus en deux mois et 330 000 l'auront été dans le grand format des éditions Denoël avant que Gallimard ne le publie en 2006 dans sa collection de poche Folio. Le 8 novembre 2004 — malgré quelques désaccords au sein du jury, la vocation d'un prix étant de récompenser des auteurs vivants pour encourager la littérature contemporaine —, le prix Renaudot est attribué à Irène Némirovsky à titre posthume tout à fait exceptionnel,.
Sans remettre en cause le talent de la romancière salué unanimement par la presse, la journaliste littéraire Josyane Savigneau dénonce dans Le Monde du 9 novembre le fonctionnement des prix et en l'occurrence « une opération de marketing déguisée en devoir de mémoire » : car ainsi que l'analyse plus tard Angela Kershaw, Suite française présenté tel un témoignage arraché à la Shoah a en quelque sorte cessé d'être vu comme un roman pour devenir une sorte d'injonction à se souvenir. Susan R. Suleiman se demande d'ailleurs s'il n'y a pas eu dans l'attribution du prix, indépendamment des qualités de l'ouvrage, « un geste de compensation, une manière d'apaiser les sentiments de culpabilité persistants d'une France qui avait collaboré à la persécution des Juifs par les nazis ».
Il n'empêche que le grand roman posthume d'Irène Némirovsky rencontre un succès qui dépasse largement les frontières de la France. En 2008, déjà traduit en trente-huit langues et en cours de traduction dans d'autres, Suite française a été vendu à plus d'1 300 000 exemplaires à travers le monde, dont 1 000 000 dans la version anglaise : The Times, suivi par des libraires, l'a élu « livre de l'année » 2007 et il reste deux ans sur la liste de best-sellers du New York Times,. S'ensuit non seulement la réédition progressive de toute l'œuvre de Némirovsky, y compris les inédits, mais une exposition sur elle, d'abord au Museum of Jewish Heritage de New York (« Woman of letters : Irène Némirovsky and Suite française », septembre 2008-août 2009), puis au Mémorial de la Shoah à Paris (« Irène Némirovsky, "Il me semble parfois que je suis étrangère" », octobre 2010-mars 2011).
L'accent mis pour la promotion de Suite française sur les conditions de son élaboration comme de sa découverte, et sur la vie tragiquement interrompue de son autrice, contribue indéniablement à son « phénoménal succès » mondial. Le public américain y paraît autant voire plus sensible que le public français, au point que l'universitaire Alice Kaplan, mettant en doute la capacité de ses contemporains à lire une fiction quand la vie de l'auteur n'a rien de sensationnel, se demande quel sort aurait connu ce roman si Irène Némirovsky n'était pas morte à Auschwitz,.

### Malentendus critiques
Le déplacement de l'intérêt et des analyses vers la mort et les idées de Némirovsky a pu obérer l'interprétation même de Suite française.

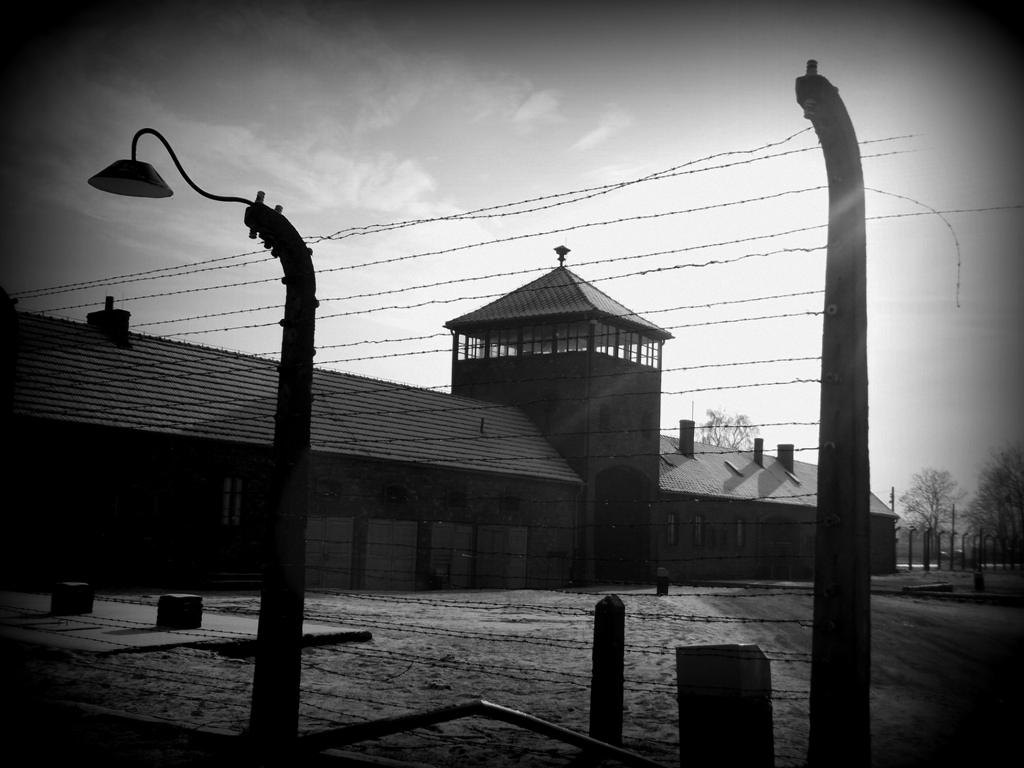
Auschwitz, 2014. Tout se passe comme si les circonstances tragiques qui expliquent l'inachèvement de Suite française empêchaient de le lire pour ce qu'il est aussi : un grand roman satirique, presque continûment ironique.

Aux États-Unis, après un accueil très élogieux en 2005, Suite française se voit reprocher de ne mettre en scène aucun personnage juif et de ne pas faire allusion aux persécutions nazies. La biographie publiée par Jonathan M. Weiss, une nouvelle traduction de David Golder et une connaissance partielle des œuvres de Némirovsky et de leur contexte mettent le feu aux poudres : vers 2007 se répand dans la presse américaine puis britannique l'idée que la romancière était, dans sa vie comme dans son œuvre, une incarnation de la haine de soi juive (Self-Hating Jew), voire qu'elle devait son succès à son antisémitisme fascisant. La polémique prend moins en France mais sévit longtemps dans le monde anglo-saxon.
Les spécialistes opposent à ces jugements que les stéréotypes sur les Juifs dont s'offusque tout lecteur d'après la Shoah parce qu'ils relèvent précisément de la doxa antisémite qui y a conduit, sont plus subtilement employés par la romancière qu'il n'y paraît au premier abord — notamment grâce au jeu des points de vue et du discours indirect libre : outre que ses écrits intimes ne trahissent aucun antisémitisme et que sa posture évolue avec l'essor du nazisme, Némirovsky aurait interrogé l'identité juive moins comme partie prenante qu'en chroniqueuse de la haine de soi,.
Quoi qu'il en soit, ni Suite française ni Les Biens de ce monde ou Les Feux de l'automne, rédigés à la même époque, ne portaient sur le sort des Juifs, sujet que Némirovsky avait remis à plus tard : elle espérait encore vaguement pouvoir être publiée (sous pseudonyme), et la censure n'autorisait que des propos hostiles aux Juifs. Suite française comporte d'ailleurs deux allusions à la situation des Juifs, dont l'une, méprisante, émane du détestable Langelet. « Depuis 1940, […] Irène Némirovsky garde son identité juive pour elle et pour ses proches. »
Némirovsky soutenait-elle des positions vichystes ? Ses détracteurs l'affirment au vu de ses fréquentations mondaines d'avant-guerre et de ses publications dans Gringoire jusque début 1942 — elle s'y sent pourtant très mal depuis 1940. Elle honnit Pierre Laval, sans pour autant renier Pétain ni vouloir faire dans Captivité l'apologie de la Résistance, que son anticommunisme viscéral lui rend suspecte. Elle n'en prend pas moins ses distances par rapport à la haute bourgeoisie industrielle et aux écrivains parisiens d'extrême-droite qu'elle connaissait, fustigeant la collaboration à travers les Montmort ou Gabriel Corte. À en juger par ses notes préparatoires, Dolce comme Tempête en juin — où la nation n'est pas unifiée mais fracturée — voudraient illustrer le gros mensonge du régime à ses yeux : l'esprit « communautaire » ne serait que l'habillage idéologique de l'accaparement des richesses par quelques-uns,. « Ils parlent de communauté nationale, écrit-elle en janvier 1941 : ce sera l'époque de l'individualisme exaspéré ». « Irène Némirovsky a bel et bien soupé de la Révolution nationale », estiment ses biographes.
Jusqu'au début des années 2010, outre le parasitage des questions autour de l'antisémitisme supposé de l'autrice, la plupart des études universitaires, notamment anglo-saxonnes, prennent avant tout Suite française pour un témoignage tragiquement interrompu par la Shoah : elles se focalisent sur des questions d'ordre historique, idéologique ou moral, dans une lecture du texte essentiellement sérieuse, sombre, voire anachronique, et qui, délaissant ses aspects proprement littéraires, conduit sinon à des contresens, du moins à minimiser la dérision constamment à l'œuvre,,.
Au fil des années toutefois s'impose la thèse d'Angela Kershaw : Némirovsky a fait l'objet de beaucoup de critiques du fait que le contexte historique et littéraire de ses productions n'était pas assez pris en compte ; l'universitaire britannique ayant tenté d'analyser l'œuvre « en dehors de l'ombre portée d'Auschwitz », ses travaux ont encouragé à en renouveler peu à peu l'approche. De même Susan R. Suleiman espère-t-elle voir s'estomper les raisons passionnelles qui retiennent encore certains critiques d'admettre que Suite française, bien qu'inachevé, est un grand roman, emblématique du regard lucide et dénué de sentimentalisme qu'Irène Némirovsky portait sur le monde, et que celle-ci, même loin des avant-gardes, avait toutes les qualités d'un grand écrivain.

## Éditions
- Publication
  - Suite française, Paris, éditions Denoël, 2004, avec une préface de Myriam Anissimov et, en annexe, des extraits des Notes d'Irène Némirovsky sur l'état de la France et son projet de roman, ainsi que des extraits de correspondance familiales, amicales et éditoriales pour la période 1936 à 1945.
  - Suite française, Paris, éditions Gallimard, collection Folio, 2006 (même contenu).
  - Œuvres complètes en deux volumes, Paris, Le Livre de poche, coll. La Pochothèque, 2011, avec une introduction d'Olivier Philipponnat.
  - Suite française - Version inédite, Paris, Denoël, 2020 ; avant-propos de Nicolas Dauplé, préface d'Olivier Philipponnat et notes de travail de l'auteure pour Dolce et Captivité (seul le texte de Tempête en juin diffère de la version de 2004).
- Livres audio
  - Irène Némirovsky, Suite française, Saint-Jean-de-Moirans, Livrior, 13 avril 2006 (ISBN 978-2-915629-12-5, BNF 40144639).Narratrice : Valérie Charpinet ; support : 2 disques compacts audio MP3 ; durée : 15 h 40 min environ ; référence éditeur : Livrior SF 01. 
  - Irène Némirovsky, Suite française, Paris, éd. Audiolib, 11 février 2015 (ISBN 978-2-35641-848-7, BNF 44270053).Texte intégral ; narratrice : Dominique Reymond ; support : 2 disques compacts audio MP3 ; durée : 13 h 50 min environ ; référence éditeur : Audiolib 3511171.

## Adaptations
- Musique : Concerto de chambre pour violon, piano et orchestre, op. 87, d'Aulis Sallinen (2005) (composé de trois mouvements : I. « Tempête en juin ». II. « Dolce ». III. « Épitaphe fragile »[R 25]).
- Cinéma : Suite française de Saul Dibb, 2014, avec Michelle Williams, Matthias Schoenaerts et Kristin Scott Thomas.
- Bande dessinée : Emmanuel Moynot, Suite française - Tempête en juin, 2015, Éditions Denoël.
- Théâtre : Suite française, adapté par Virginie Lemoine et Stéphane Laporte, mise en scène V. Lemoine, Festival Off d'Avignon de 2018 et Théâtre La Bruyère en 2019, avec Franck Desmedt pour Tempête en juin, et Florence Pernel et Béatrice Agenin pour Dolce[35].